# Вулиця Володимира Покотила
Ву́лиця Володи́мира Покоти́ла — вулиця у Святошинському районі міста Києва, у житловому масиві Микільська Борщагівка. Пролягає від проспекту Леся Курбаса до бульвару Миколи Руденка.
Прилучаються вулиці Василя Доманицького і Василя Кучера. На початку вулиці  сполучається з шляхопроводом із вулицею Гната Юри.

## Історія
Вулиця виникла у 1960-ті роки XX століття. З 31 жовтня 1967 року мала назву вулиця Картвелішвілі, на честь радянського політичного діяча Лаврентія Картвелішвілі.
Сучасна назва на честь члена ОУН Володимира Покотила — з 17 грудня 2015 року.